# Typhloseiulus erymanthii
Typhloseiulus erymanthii är en spindeldjursart som först beskrevs av Papadoulis och Emmanouel 1988.  Typhloseiulus erymanthii ingår i släktet Typhloseiulus och familjen Phytoseiidae. Inga underarter finns listade i Catalogue of Life.